# Erslev (plaats)
Erslev is een plaats in de Deense regio Noord-Jutland, gemeente Morsø. De plaats telt 433 inwoners (2008).